# Mszadla (województwo łódzkie)
Mszadla – wieś w Polsce położona w województwie łódzkim, w powiecie skierniewickim, w gminie Lipce Reymontowskie.

## Historia
Wieś arcybiskupstwa gnieźnieńskiego w ziemi rawskiej województwa rawskiego w 1792 roku. 10 września 1939 roku w czasie niemieckiej inwazji na Polskę, we wsi miała miejsce niemiecka zbrodnia wojenna. Niemcy zamordowali 153 Polaków, byli to lokalni rolnicy, uchodźcy, kobiety i dzieci. W latach 1975–1998 miejscowość administracyjnie należała do województwa skierniewickiego.